# منتخب ماكاو لكرة القدم
منتخب ماكاو لكرة القدم (بالصينية: 澳門足球代表隊) و(بالبرتغالية: Selecção Macaense de Futebol‏) هو الممثل الرسمي لمنطقة ماكاو الإدارية الخاضعة لجمهورية الصين الشعبية ويديره اتحاد ماكاو لكرة القدم وهو عضو في الاتحاد الآسيوي لكرة القدم وعضو في الاتحاد الدولي لكرة القدم .

## وصلات خارجية
- قائمة بيانات المنتخب من الموقع الرسمي للفيفا باللغة العربية

1. ↑  "The FIFA/Coca-Cola World Ranking". FIFA. 18 يوليو 2024. اطلع عليه بتاريخ 2024-07-18.